# Bauhinia apertilobata
Bauhinia apertilobata är en ärtväxtart som beskrevs av Elmer Drew Merrill och Franklin Post Metcalf. Bauhinia apertilobata ingår i släktet Bauhinia och familjen ärtväxter. Inga underarter finns listade i Catalogue of Life.